# Église Saint-Pancrace-et-Saint-Cyriaque de Grendelbruch
L'église Saint-Pancrace-et-Saint-Cyriaque est un monument historique situé à Grendelbruch, dans le département français du Bas-Rhin.

## Localisation
Ce bâtiment est situé place de l'Église à Grendelbruch.

## Historique
L'édifice fait l'objet d'une inscription au titre des monuments historiques depuis 1998.

## Architecture

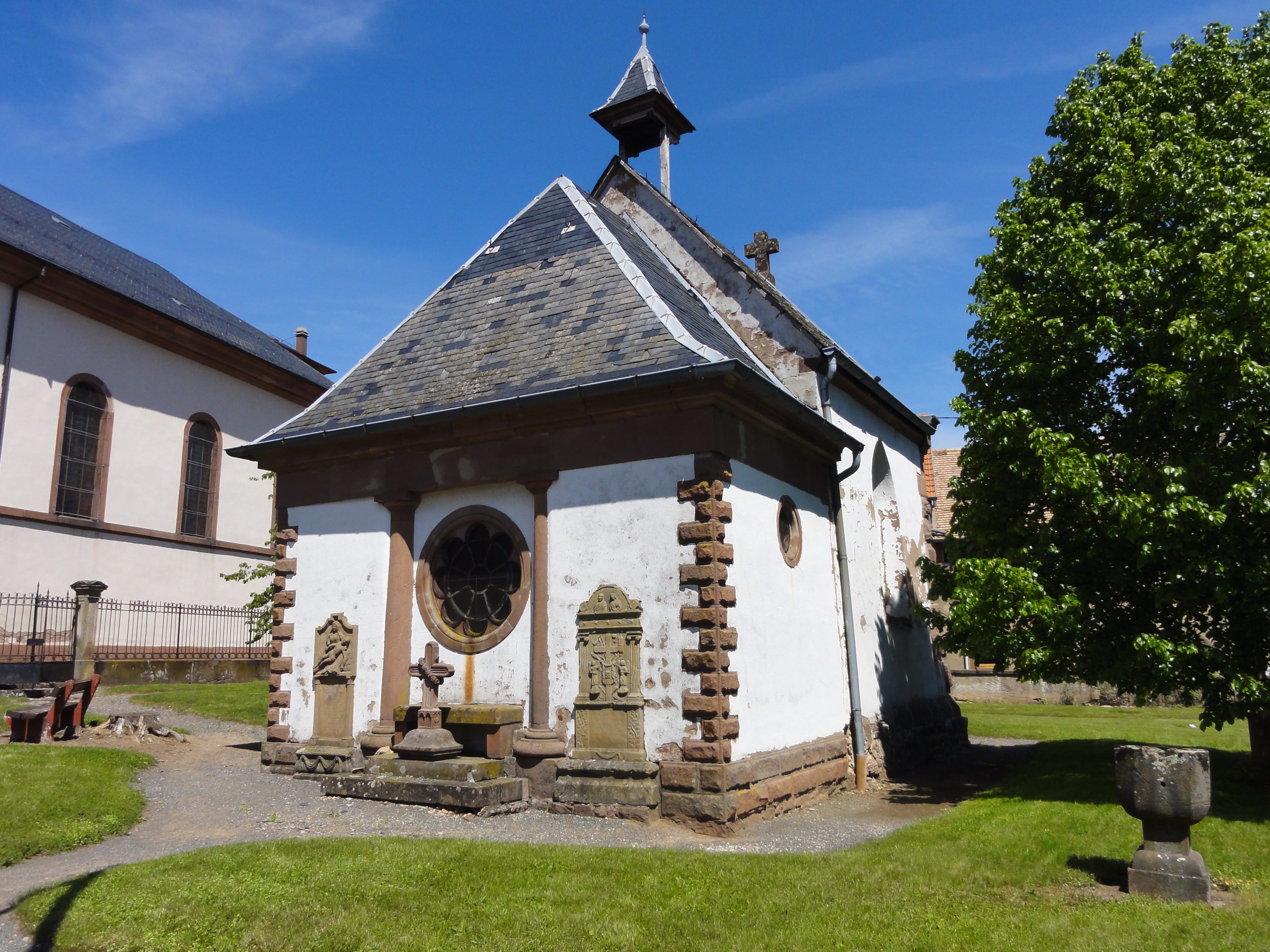
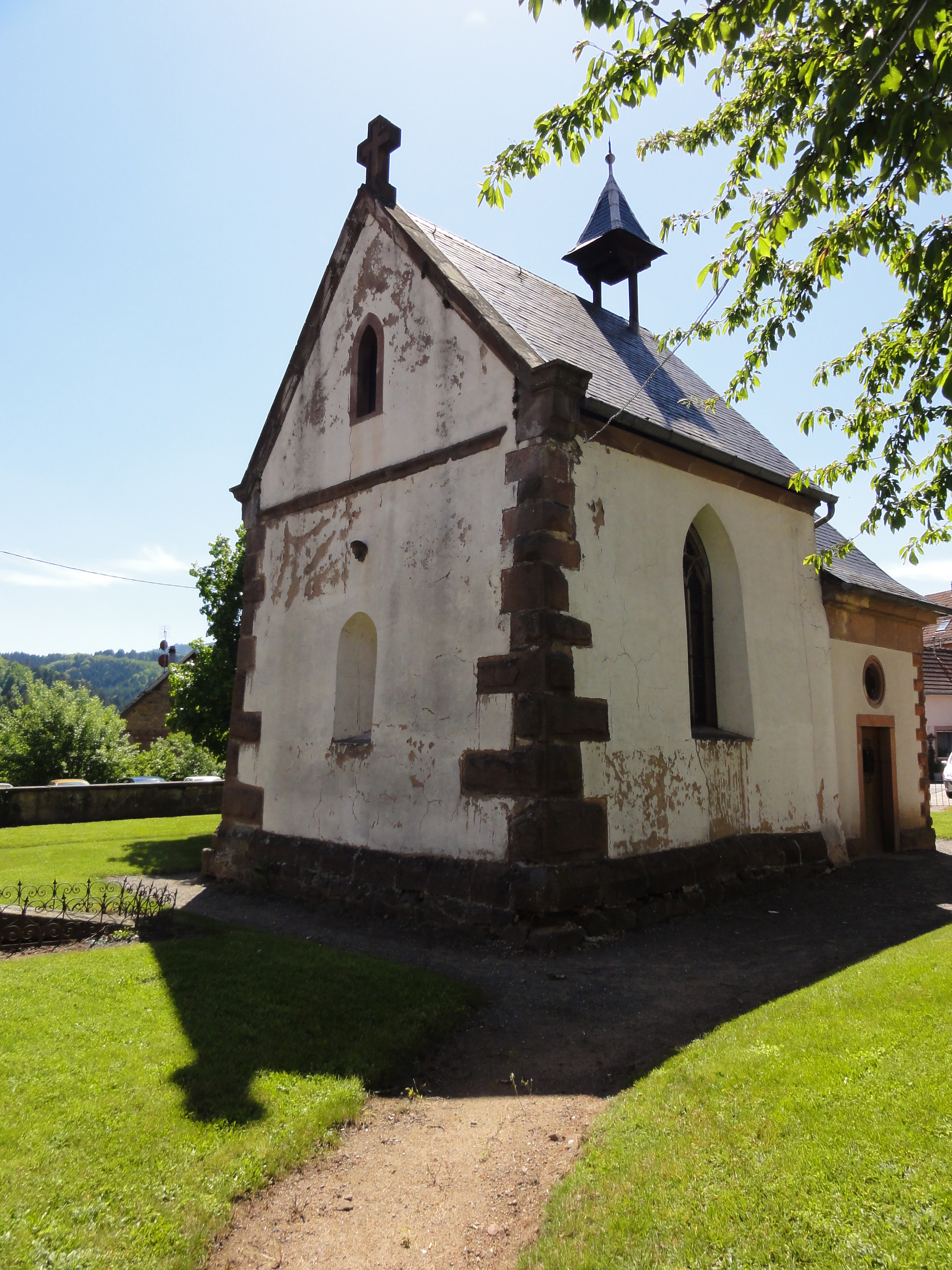
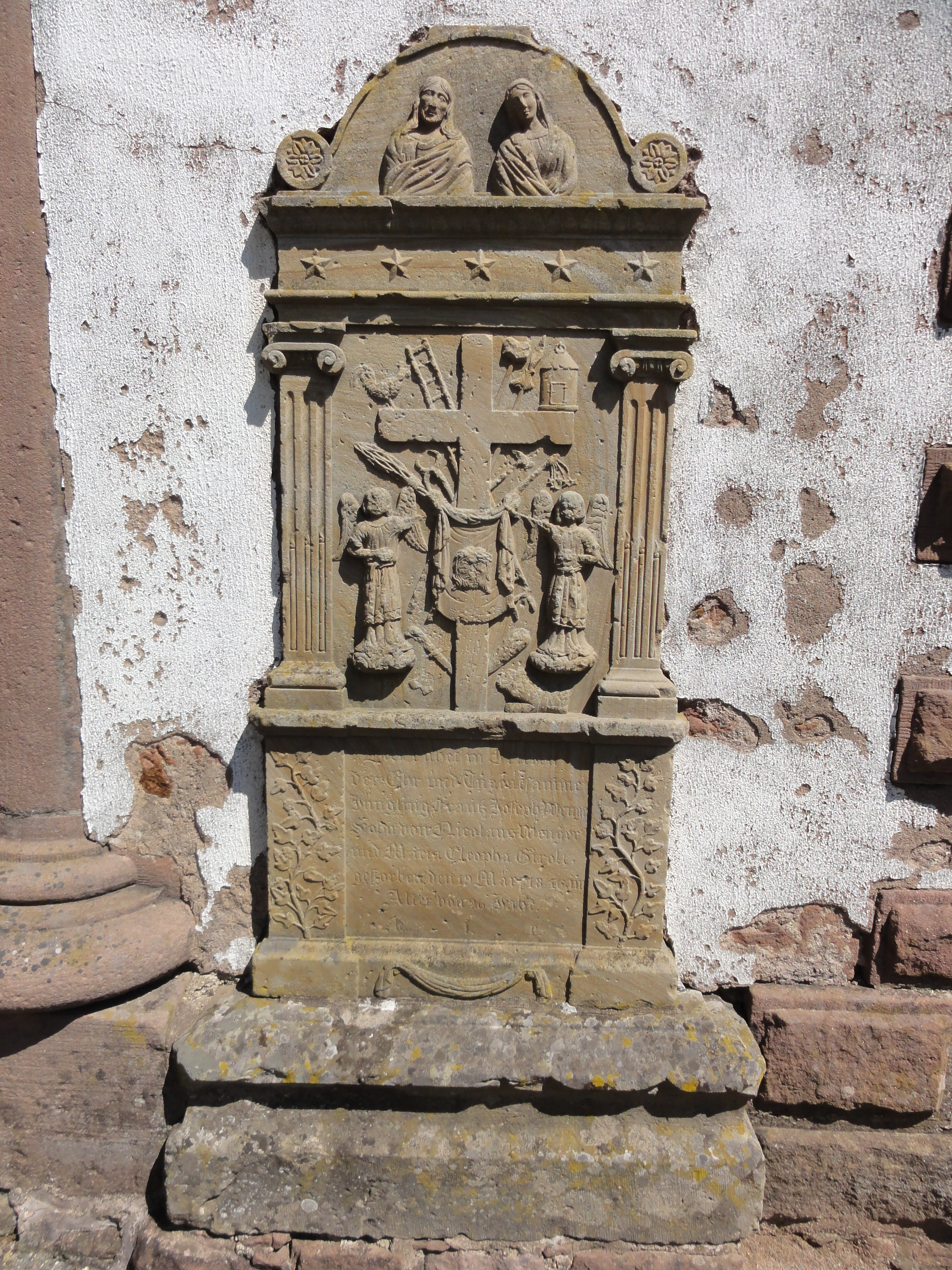